# 齋藤明堯

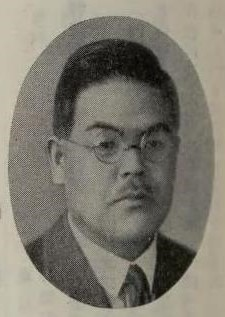
齋藤明堯

齋藤 明堯（さいとう あきたか、明治23年（1890年） - 没年不明）は、日本の医学者。
長野県出身。長野県立上田中学校卒業後、札幌農科大学に入学し、3か月で医学に転じ、府立大阪医科大学を卒業した（第1回生）。
その後、3年間助手となり、昭和7年3月まで研究を行い、「骨髄の細胞学的研究」を主論文とする「骨髄エキストラクトの血液凝固促進作用に就て」により医学博士の学位を取得した。
下記特許は薬品名を「メヅラン」といい、温血動物（主に鳥類）の骨髄及び骨組織中にある血液凝固促進物質であるトロンボキナーゼを抽出して精製濃縮したものである。

## 特許
- 特許第99442号 骨髄及骨組織より止血剤を製造する方法